# ميرا لوبه

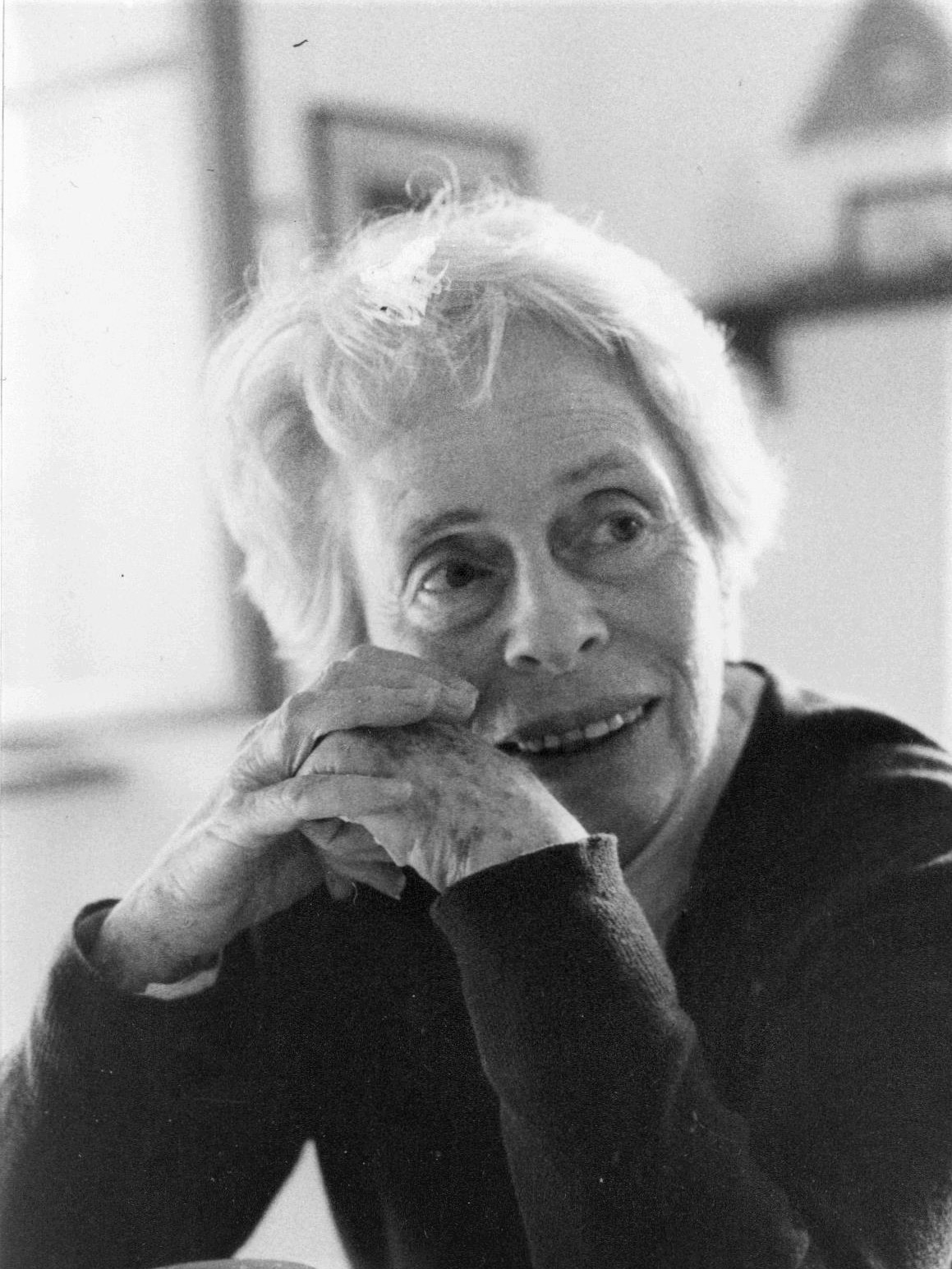
ميرا لوبه، حوالي عام 1990

ميرا لوبه (ولدت في 17. سبتمبر 1913 في غورليتس، وتوفيت في 6. فبراير 1995 في فيينا؛ اسمها الأصلي هيلدا ميريام روزنتال) كانت مؤلفة أدب أطفال يسارية نمساوية.

## حياتها
ولدت ميرا لوبه عام 1913 في بلدة غورليتس التجارية في شيليزيا السفلى لعائلة تجارية يهودية، وهناك أكملت تعليمها الأساسي والثانوي عام 1933. لم تتمكن من دراسة اللغة الألمانية وتاريخ الفن في الجامعة بسبب خلفيتها اليهودية (أنظر ألمانيا النازية)، فدرست في كلية لتعليم النسيج وتصميم الأزياء في برلين. بعد تخرجها عام 1936 هاجرت إلى فلسطين واستقرت في تل أبيب، ولحقت بها أمها وأختها فيما بعد. في صيف عام 1940 تزوجت من المخرج والممثل الألماني فريدريش لوبه (* 1889) ، الذي كان يعمل في مسرح العمال «أوهيل» في تل أبيب، وأنجبت ابنتها كلاوديا عام 1943 وابنها رانهاردت في عام 1947. في تلك الفترة بدأت في كتابة ورسم كتب الأطفال، ونشرت نشر كتابين مصورين باللغة العبرية، وهما كتاباها الوحيدان اللذان فيهما كل من النصوص والرسوم التوضيحية من عملها.
في تل أبيب صدر كتابها الأول «إينسو بو» (بالعبرية: אי הילדים‏)، أو «جزيرة الأطفال» في عام 1948، مترجما إلى العبرية، وفي القصة يتوجه أحد عشر طفلا إلى «تيرانيا» حيث يسود السلام بدلا من الحرب، ولكن السفينة تغرق في الطريق ويحملهم قارب النجاة إلى جزيرة معزولة، حيث يبنون هناك دولة مثالية يحكمها الأطفال. صدرت لها هناك كتب أخرى ترجمتها إلى العبرية الكاتبة يميما أفيدار تشيرنوفيتز، وتشاركت الاثنتان في تأليف قصة «مشاغبان يغادران» (بالعبرية: שני רעים יוצאים לדרך‏) الذي صدر عام 1950 ولاقى انتشارا واسعا في الكيان الصهيوني في الخمسينيات، ويروي الكتاب قصة صبي، وصديقه من الناجين من المحرقة، ينطلقان سرا على متن سفينة متجهة إيطاليا، ليبحثا عن صديقهما الذي اختفى في المحرقة ويعيش في دير في إيطاليا.
في عام 1951 غادرت ميرا لوبه الكيان الصهيوني وتوجهت مع أسرتها إلى فيينا بعد أن حصل زوجها على عقد عمل في «مسرح السكالا الجديد»، الشيوعي، وانضمت ميرا لوبة التي كانت طيلة عمرها تعتبر نفسها يسارية قديمة إلى الحزب الشيوعي النمساوي وظلت عضوا فيه حتى العام 1956.

في مارس 1953 عرضت في مسرح السكالا مسرحيتها الاجتماعية النقدية للأطفال «السيد هيخت والجمعية السرية» (بالألمانية: Herr Hecht und der Geheimverein)‏ التي تتناول موضوع البطالة، ونشرت في هذه السنوات ستة كتب في دار النشر الشيوعية «غلوبس» (بالألمانية: Globus Verlag)‏ وفي دار نشر «شونبرون» (بالألمانية: Schönbrunn)‏ القريبة من الحزب الشيوعي، بالإضافة إلى مقالات في صحيفة الأطفال «جريدتنا» (بالألمانية: Unsere Zeitung)‏ التي كان يصدرها «الاتحاد الديمقراطي - بلد الأطفال» (بالألمانية: Demokratische Vereinigung Kinderland)‏.

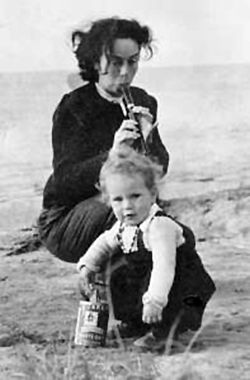
ميرا لوبه مع ابنتها كلاوديا في فلسطين، عام 1945

في عام 1957، بعد عام واحد من إغلاق مسرح السكالا، حصل زوجها على عقد عمل في «المسرح الألماني» في برلين، فانتقلت معه إلى جمهورية ألمانيا الديمقراطية، ثم عادت الأسرة إلى فيينا بعد عام واحد حين حصل فريدريش لوبه على عقد في مسرح اليوزيفشتادت هناك، وبعد وقت قصير توفي زوجها في 20 نوفمبر 1958 بسكتة دماغية.
ابتداء من العام 1958 نشرت كتبها في الغالب من قبل دار نشر كتب الأطفال يونغبرونن (بالألمانية: Jungbrunnen)‏ القريبة من الحزب الاشتراكي الديمقراطي SPÖ، الذي أقامت صلات به منذ العام 1954 فيما يتعلق بحملة أعياد الميلاد التي كانت تنظمها جمعية أصدقاء الأطفال (بالألمانية: Kinderfreunde)‏ التابعة للحزب. في تلك الفترة كانت رسومات معظم كتب ميرا لوبه من عمل الفنانة سوزي فايغل [الألمانية] التي عملت معها بصورة وثيقة خلال العقود التي تلت.
في العام 1965 احتفلت لوب بأعظم نجاحاتها بقصة «الجدة في شجرة التفاح» (بالألمانية: Die Omama im Apfelbaum)‏، وفي عام 1972 صدر كتابها «الصغير أنا أنا» (بالألمانية: Das kleine Ich-bin-Ich)‏.
نشرت ميرا لوبه أكثر من 100 كتاب للأطفال من مختلف الأعمار، وتُرجمت إلى أكثر من 30 لغة، كما أنتجت هيئة الإذاعة البريطانية BBC عام 1985 كتابها الأول «جزيرة الأطفال» في مسلسل تلفزيوني يحمل نفس الاسم (بالإنجليزية: Children's Island)‏.

## ميرا لوبه والصهيونية
بعد وصول النازيين إلى السلطة في ألمانيا عام 1933 لم تتمكن ميرا لوبه، لكونها يهودية، من مواصلة دراستها الجامعية في برلين، وبعد لجأت العام 1936 إلى فلسطين هربا من ملاحقات اليهود في ألمانيا النازية. هناك عاشت في وسط المهاجرين الألمان في تل أبيب وتعرفت إلى زوجها الممثل والمخرج الألماني ريتشارد لوبه الذي كان رافضا للصهيونية ولم يتعلم اللغة العبرية ولم يرتبط ثقافيا بمجتمع المستوطنين الجديد. بخلاف زوجها تعلمت لوبه اللغة وأظهرت تعاطفا مع الصهيونية التي تظهر سردياتها في أعمالها المبكرة في فلسطين، وقد كتبتها بالألمانية وترجمتها الكاتبة يميما تشيرنوفيتس-أفيدار إلى العبرية. تناولت هذه الأعمال الهرب من الحرب في أوروبا وبناء مجتمع جديد، بتصورات صهيونية صريحة كما في قصتها الأولى «البالون الأزرق» (1942) أو بصورة مجردة كما في «جزيرة الأطفال» (1947)، وتناولت أيضا المحرقة  كما في قصة «المشاغبان ينطلقان» التي تبدأ أحداثها في تل أبيب، والتي كتبتها بالاشتراك مع تشيرنوفيتس قبل حرب 1948 ونشرت في 1950 وتعد من «كلاسيكيات» أدب الأطفال الإسرائيلي. من ناحية أخرى لم تتكيف لوبه مع المجتمع الاستيطاني الناشئ، ويلاحظ في رسوماتها المرافقة للقصص التصورات الأوروبية للعمار والطبيعة التي لا تتفق مع المكان الذي تقع فيه الأحداث. هذا الاغتراب عن المجتمع الصهيوني وعن المكان تؤكده تشيرنوفيتس وتضيف:
«كانت لوبه بعيدة عن اسلوب الحياة الإسرائيلي وعاشت في محيط يتحدث الألمانية. كذلك لم تتفق رؤاها مع رؤانا التي كانت في سنوات تأسيس الدولة الأولى منتشية بالدولة».

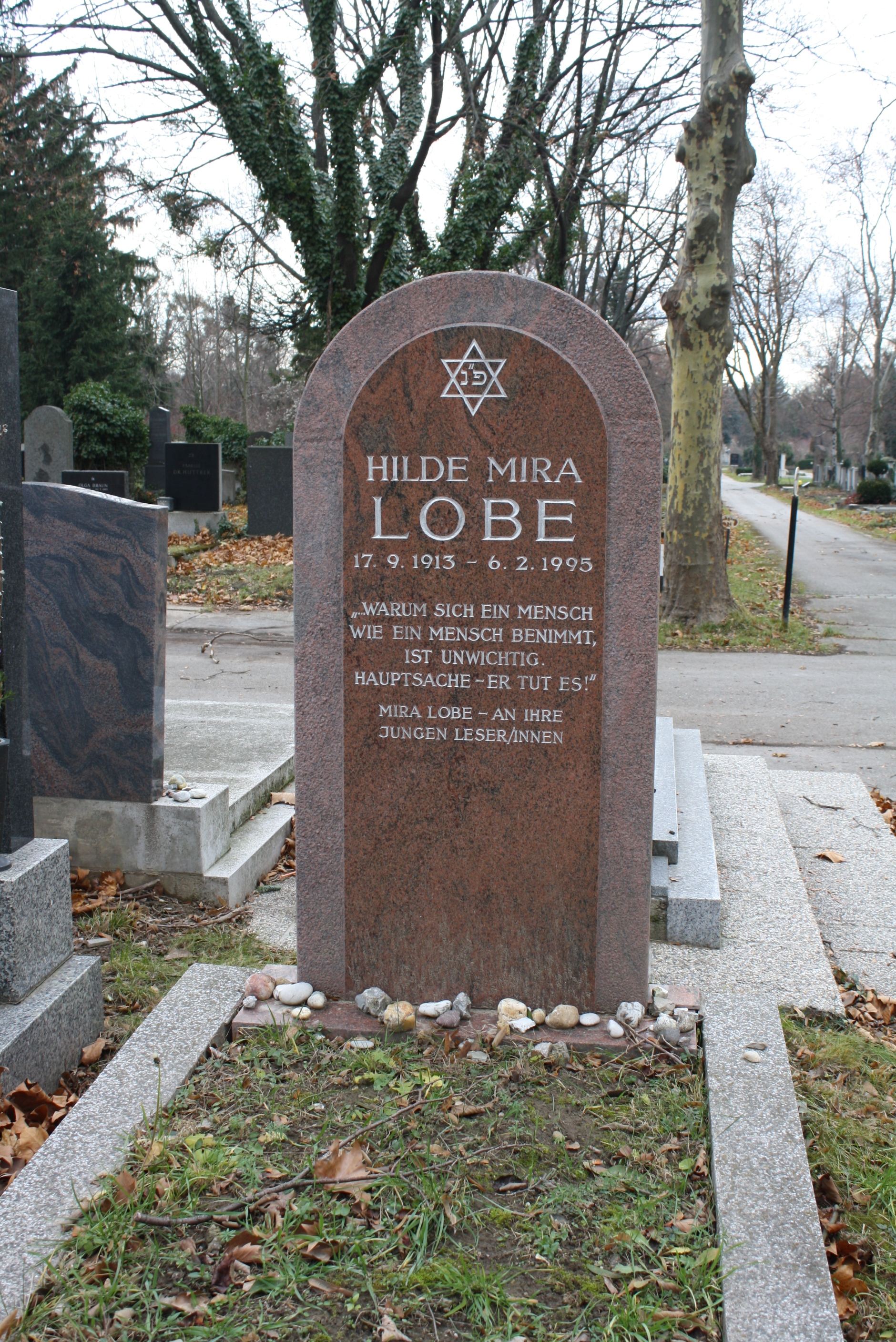
قبر ميرا لوبه في مقبرة فيينا المركزية بفيينا، في القسم اليهودي الجديد

غادرت لوبه فلسطين المحتلة عام 1951 مع زوجها الذي رفض البقاء هناك وتمسك بالعودة إلى أوروبا، وصل بالفعل على وظيفة في مسرح السكالا الجديد في فيينا. بوصولها إلى فيينا حققت لوبه فورا قطيعة مع السردية الإسرائيلية التي زالت تماما من أعمالها اللاحقة من سيرتها الذاتية في النمسا، وانتقلت مباشرة إلى سردية ما بعد الحرب الأوروبية. لم تحاول لوبه نشر القصص التي كتبتها في فلسطين، حتى عندما اشتهرت لاحقا وصارت أعمالها مطلوبة. الاسثناء الوحيد كان «جزيرة الأطفال» التي أجرت عليها في فيينا تعديلات مهمة على الأصل خففت من حدة الهجوم على الألمان وأضفت عليه طابعا أكثر حيادية، كما نشرت منه فصلا بعنوان «الثورة» لم يظهر في الترجمة العبرية. تناولت أعمالها التي أصدرتها دار نشر الحزب الشيوعي في الخمسينيات ثم الحزب الاشتراكي في الستينيات القضايا الاجتماعية النمساوية في مجتمع ما بعد الحرب واتخذت طابعا يساريا، ولاقت نجاحا في النمسا وشطري ألمانيا الشرقي والغربي، أما أعمالها المتأخرة فابتعدت عن السياسة وحاولت تقديم قيم كونية.

## وفاتها
توفيت ميرا لوبه في 6 فبراير 1995 في فيينا ودفنت في القسم اليهودي الجديد في مقبرتها المركزية.

## تكريم بعد وفاتها
في عام 1997 أطلق اسمها على شارع بالقرب من المجمع السكني العمالي ترابرينغروند في حي دوناوشتادت في فيينا، تقع فيه مدرسة ابتدائية ومركز للرعاية النهارية لمدينة فيينا. أطلق اسمها أيضا على مدرسة العلاج اللغوي (مدرسة تركز على العلاج اللغوي) في بلدة إبيرتسهاوزن في غرب ألمانيا، وفي العام 2014 على مدرسة لذوي الاحتياجات الخاصة في مدينة دورتموند.
احتفلت بلدة آنابيرغ حيث كان مسكنها الثاني في النمسا السفلى بمئوية ميلاد ميرا لوبه، حيث أقامت عنها معرضا استمر من مايو إلى سبتمبر 2013.

في عام 2013 احتفلت كذلك بلدة غورليتس بمئوية ميرا لوبه حيث نظمت ندوة بعنوان «وقت للحلم، وقت للعمل» عن ميرا لوبه وعملها وأثره، دعت فيها متحدثين من كل من فيينا وسالزبورغ وغورليتس.

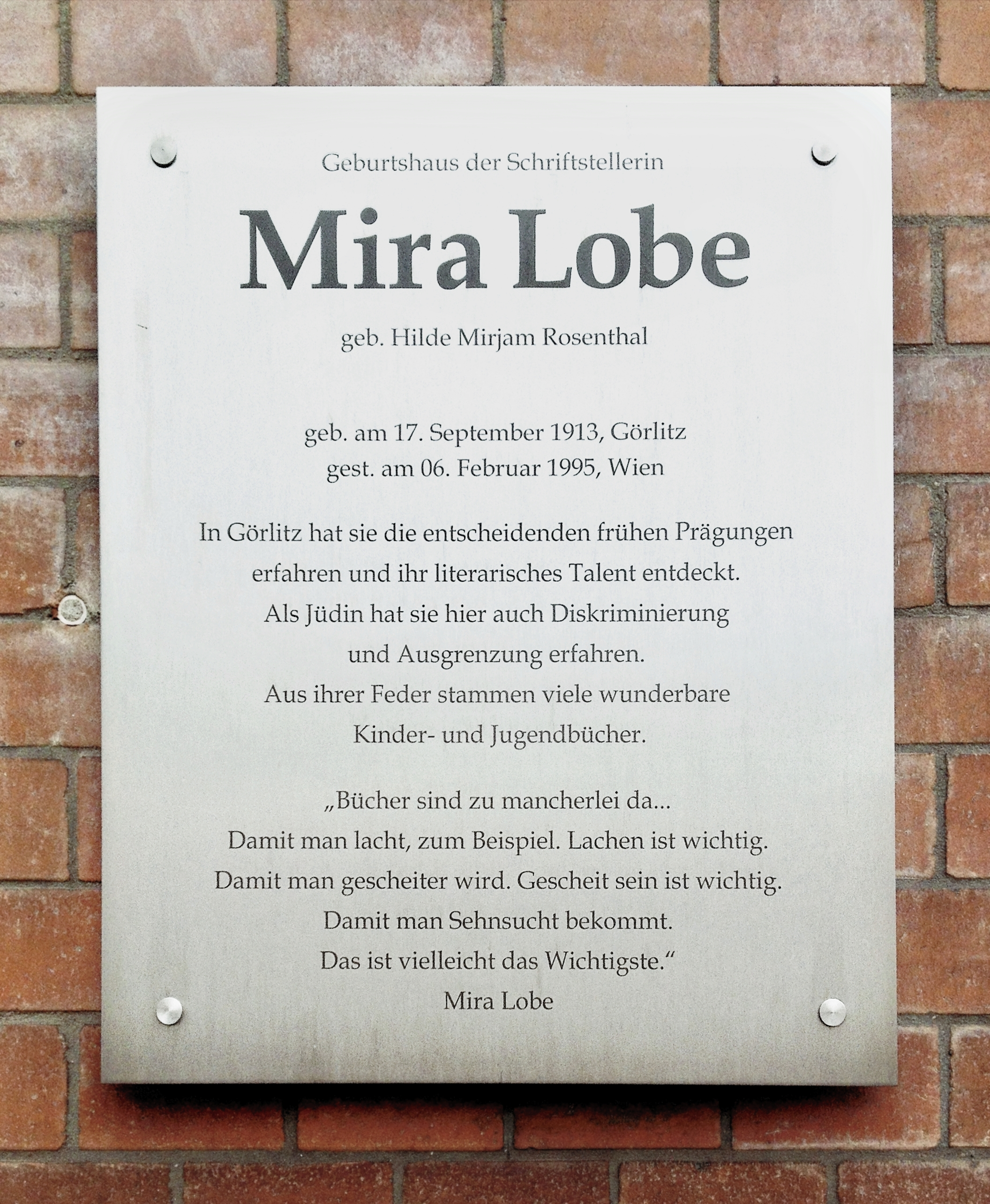
لوحة تذكارية في مسقط رأس ميرا لوبه في غورليتس، دشنت في عام 2013 ، بمناسبة عيد ميلادها المائة.

في شتاء 2014/2015 أقام متحف فيينا معرضا بعنوان «أنا انا - ميرا لوبه وسوزي فايغل» كان من أنجح الفعاليات التي نظمها المتحف لأعوام كما أقيمت نسخة معدلة من ذلك المعرض من 28 نوفمبر 2015 إلى 1 مايو 2016 متحف مقاطعة فورارلبرغ في غرب النمسا، مسقط رأس سوزي فايغل.
تمنح وزارة التعليم والفنون والثقافة النمساوية كل عام جائزة ميرا لوبه لأدب الأطفال والشباب.

## ترجمات إلى العربية
- الصغير «أنا انا» (بالألمانية: Das Kleine Ich-bin-Ich)‏ - طبعة ثلاثية اللغات «ألماني-عربي-فارسي»، ترجمة نسرين الشرقاوي (عربي) وا. بيراحمديان (فارسي). عن دار نشر يونغبرونن (بالألمانية: Jungbrunnen)‏،2016 فيينا، ISBN 978-7026-5900-4

## قائمة أعمالها (بالألمانية)
- Insu-Pu, 1948 (Hebräisch)
- Insu-Pu, die Insel der verlorenen Kinder, 1951 (Deutsch)
- Anni und der Film, 1952
- Ohne Hanni geht es nicht, 1952
- Der Tiergarten reißt aus, 1953
- Der Bärenbund, 1954
- Hänschen klein …, 1954[16]
- Der Anderl. Der Speckbacher-Bub erzählt vom Tiroler Freiheitskampf 1809, 1955معرض ميرا لوبه - سوزي فايغل في متحف فيينا 2014/2015.
في خلفية الصورة السفلى أغلفة كتب ميرا لوبه

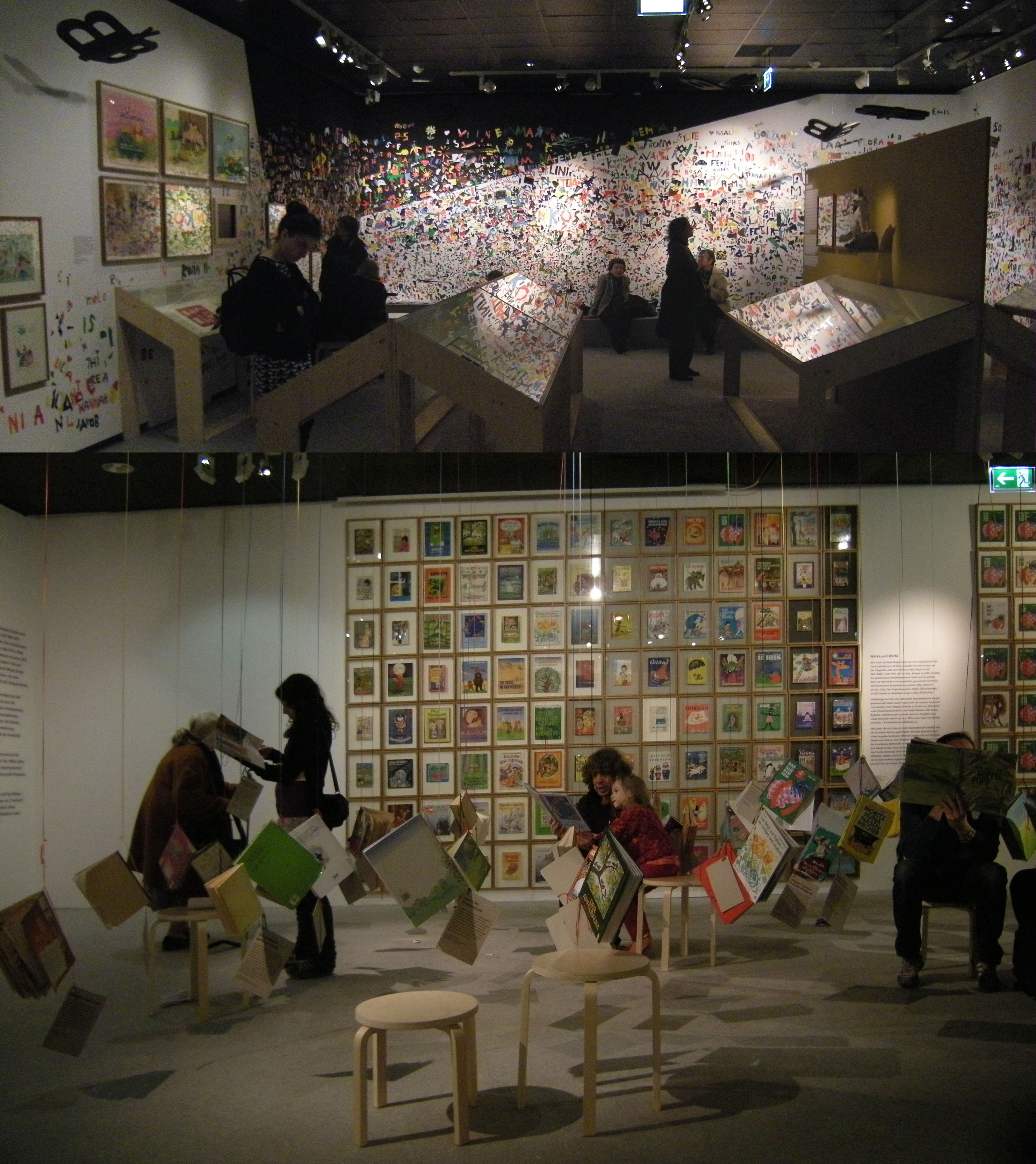
معرض ميرا لوبه - سوزي فايغل في متحف فيينا 2014/2015.
في خلفية الصورة السفلى أغلفة كتب ميرا لوبه

- Ich frag dich was, Herr Doktor …, 1956
- Flitz, der rote Blitz, 1956
- Bärli Hupf. Die ganz unglaubliche Geschichte von einem Teddybären und seinem Freund Kasperl, 1957
- Die Bondi-Mädels, 1957
- Titi im Urwald, 1957, حاز على جائزة الدولة النمساوية لأدب الأطفال والناشئين
- Ich wünsch mir einen Bruder, 1958
- Die Geschichte von Tapps, 1958
- Die vorwitzigen Schwestern, 1959
- Ich und du in Stadt und Land, 1959
- Rätsel um Susanne, 1960
- Wohin mit Susu? 1960
- Das 5. Entlein, 1961
- Hannes und sein Bumpam, 1961, حاز على جائزة مدينة فيينا لأدب الأطفال والناشئين، رشّح لجائزة هانز كريستيان أندرسن
- König Tunix, 1962
- Das große Rennen in Murmelbach, 1963
- Bimbulli, 1964
- Meister Thomas in St. Wolfgang, 1965
- Laßt euch 3 Geschichten erzählen, 1965
- Die Omama im Apfelbaum, 1965, حاز على جائزة الدولة النمساوية لأدب الأطفال والناشئين
- Das große Rentier und zwei andere Geschichten, 1966
- Pepi und Pipa, 1966
- Martina, der reifende Engel, 1966
- Meine kleine Welt, 1966
- Eli Elefant, 1967
- Das blaue Känguruh, 1968
- Bärli hupft weiter und mit ihm Kasperl und Nunuk, das Eisbärenkind, 1968
- Der kleine Drache Fridolin, 1969
- Maxi will nicht schlafen gehen, 1969
- Schatten im Auwald, 1970
- Das Städtchen Drumherum, 1970
- Denk mal Blümlein, 1971
- Das kleine Ich-bin-ich, 1972, حاز على جائزة الدولة النمساوية لأدب الأطفال والناشئين
- Katzenzirkus, 1973
- Willi Millimandl und der Riese Bumbum, 1973
- Kein Sterntaler für Monika, 1973
- Nikonorr, der Winterzauberer, 1974
- Der tapfere Martin, 1974
- Die Räuberbraut, 1974
- Das Zauberzimmer, 1974
- Komm, sagte die Katze, 1974
- Ingo und Drago, 1975
- Der ist ganz anders als ihr glaubt, 1976, حاز على جائزة الدولة النمساوية لأدب الأطفال والناشئين
- Komm, sagte der Esel, 1976
- Ein Vogel wollte Hochzeit machen, 1977
- Dann rufen alle Hoppelpopp, 1977
- Die Zaubermasche – Das Schloßgespenst 1977
- Die Maus will raus, 1977
- Guten Abend, kleiner Mann, 1977
- Daniel und die Schlafhaubenlernmaschine, 1978
- Pfui, Ponnipott!, 1978
- Morgen komme ich in die Schule, 1979
- Rote Kirschen eß ich gern, 1979
- Hokuspokus in der Nacht, 1979
- Moritz Huna, Nasenriecher, 1980
- Der Apfelbaum, 1980
- Es ging ein Schneemann durch das Land, 1980
- Valerie und die Gute-Nacht-Schaukel, 1981,
- Der Tiergarten reißt aus, 1981
- Der kleine Troll und der große Zottel Tiny, 1981
- Bäbu – Der Bärenbund, 1982, überarbeitete Neuauflage von Der Bärenbund, 1954
- Ein Pilzkorb ist kein Regenschirm, 1983
- Das quiek-fidele Borstentier, 1983
- Schau genau, wo ist die Frau, 1983
- Der Dackelmann hat recht, 1983
- Christoph will ein Fest, 1984, illustriert von Winfried Opgenoorth
- Ein Haustier für Frau Pfefferkorn, 1984
- Ein Hobby für Frau Pfefferkorn, 1984
- Leb wohl, Fritz Frosch, 1985
- Das Waldkind, 1985
- Die Geggis, 1985 Kinderbuch, Jungbrunnenverlag;Die Yayas in der Wüste, 1986
- Schweinchen Knut mit dem Hut, 1986
- Lollo, 1987
- Das Schloßgespenst, 1987
- Die Zauberschleife, 1987
- Das kleine Hokuspokus, 1988
- Käptn Reh auf hoher See, 1989
- Die Sache mit dem Heinrich, 1989
- Ein Schnabel voll für Hoppala, 1989
- Besser der Ball als du, 1989
- Hokuspokus in der Nacht, 1990
- Pitt will nicht mehr Pitt sein, 1990
- Wirle Wurle Wasserkind, 1990
- Der entführte Fridolin und andere Geschichten mit Anja und Niko, 1991
- Das fliegt und flattert – das knistert und knattert Michi fliegt um die Welt, 1991
- Dobbi Dingsda fängt ein Monster, 1992
- Die schönsten Tiergeschichten, Hörbuch, 2011

## وصلات خارجية
- نصوص عن ميرا لوبه في فهرس مكتبة ألمانيا الوطنية
- موقع ميرا لوبه الرسمي
- مقال عن «الندوة الدولية ميرا لوب» على موقع orf.at
- متحف فيينا: مجلد المعرض أنا أنا. ميرا لوب وسوسي ويجل. (أكتوبر 2014).
- أوستريا جورنال: أنا أنا- ميرا لوب وسوسي ويجل (أكتوبر 2014).